# Doryopteris angelica
Doryopteris angelica là một loài dương xỉ trong họ Pteridaceae. Loài này được K.Wood & W.H.Wagner mô tả khoa học đầu tiên năm 1999.
Danh pháp khoa học của loài này chưa được làm sáng tỏ. 

## Hình ảnh

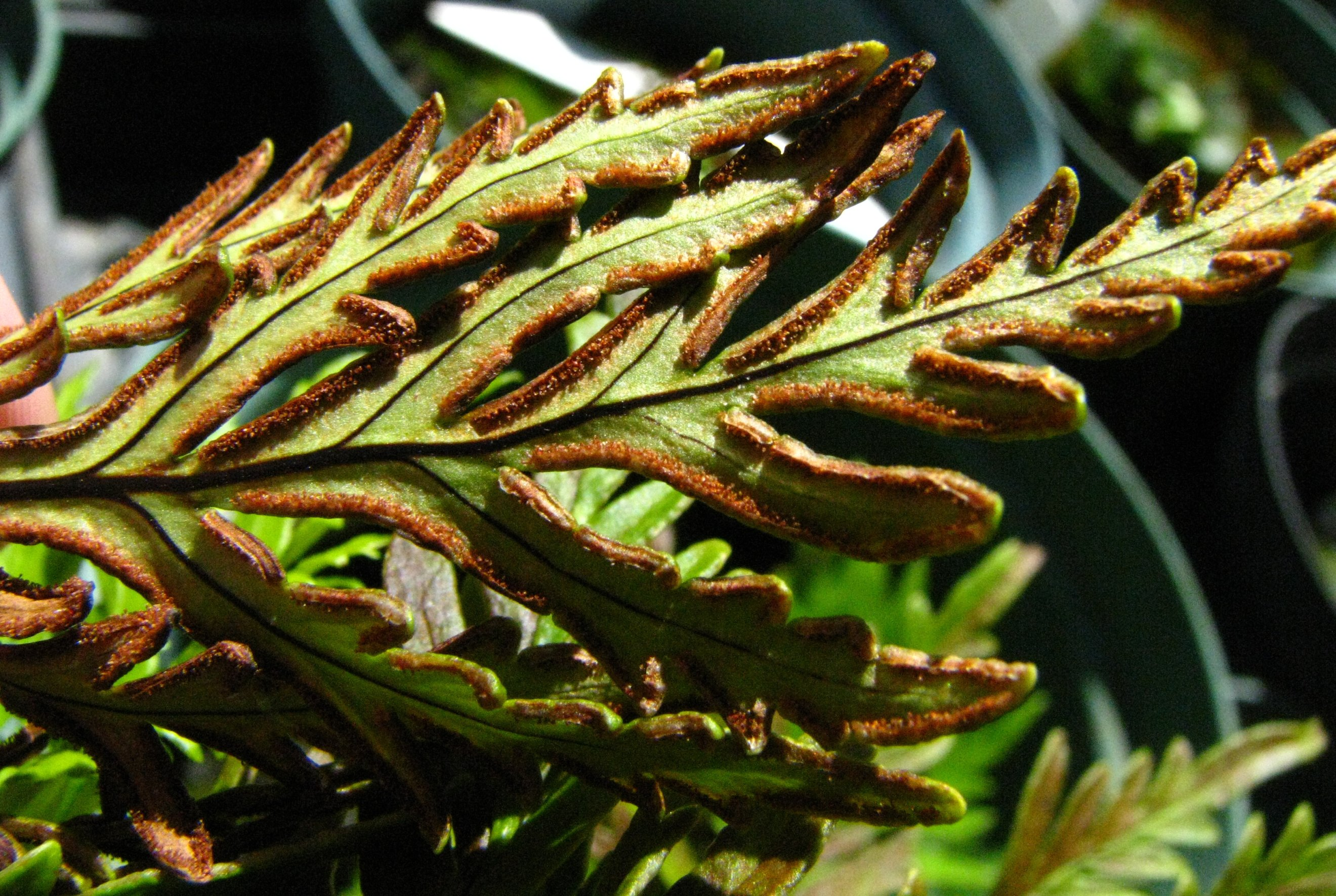